# FC Pyunik
Câu lạc bộ bóng đá Pyunik Yerevan (tiếng Armenia: Ֆուտբոլային Ակումբ Փյունիկ Երևան, đã Latinh hoá: Futbolayin Akumb P’yunik Yerevan), thường được biết đến là Pyunik ("Phượng hoàng"), là một câu lạc bộ thể thao chuyên nghiệp ở Armenia có trụ sở tại khu phố Kentron của Yerevan. Pyunik chủ yếu được biết đến là đội bóng đá chuyên nghiệp, kể từ khi được thành lập vào năm 1992, câu lạc bộ luôn được chơi ở Giải Ngoại hạng Armenia, trở thành đội thành công nhất ở Armenia về số danh hiệu giành được, với 31 lần vô địch cho đến nay.
Trên bình diện quốc tế, Pyunik chưa giành được danh hiệu quốc tế nào, với kết quả gần nhất là về đích ở vị trí đồng tại Cúp Cộng đồng các Quốc gia Độc lập 2006.  Thành công trong nước của Pyunik thường giúp đội đủ điều kiện tham dự các vòng loại của UEFA Champions League và UEFA Europa League. Pyunik cũng được biết đến là một trong những câu lạc bộ bóng đá nổi tiếng nhất ở Armenia, cùng với Urartu, Shirak và Ararat.
Pyunik luôn có sự cạnh tranh gay gắt với Ararat, vì cả hai câu lạc bộ đều được coi là những câu lạc bộ thành công nhất ở Armenia, sau này nhờ những thành tích lúc Liên Xô chưa tan rã. Cả hai câu lạc bộ cũng là hai câu lạc bộ nổi tiếng nhất trong nước và được yêu thích nhất trong cộng đồng người Armenia hải ngoại. Pyunik cũng cạnh tranh với Urartu bắt đầu từ khi Urartu chuyển từ Abovyan đến Yerevan vào năm 2001 và trở thành đội lớn thứ ba trong thành phố. Kình địch Pyunik- Urartu luôn được coi là một trong những cuộc đụng độ lớn nhất của bóng đá Armenia.
Sân nhà của Pyunik là Sân vận động Cộng hòa Vazgen Sargsyan, cũng là sân nhà của đội tuyển bóng đá quốc gia Armenia. Học viện đào tạo trẻ của Pyunik đã sản sinh ra nhiều cầu thủ Armenia xuất sắc như Henrikh Mkhitaryan, Robert Arzumanyan, Karlen Mkrtchyan, Edgar Manucharyan, Varazdat Haroyan và Gevorg Ghazaryan, nhiều cầu thủ trong đó đã hoặc đang chơi cho các câu lạc bộ hàng đầu châu Âu.

## Lịch sử
Pyunik được thành lập vào năm 1992 bởi huyền thoại bóng đá người Armenia Khoren Oganesian và có cái tên ban đầu là Homenetmen Yerevan. Câu lạc bộ đã giành chức vô địch giải Ngoại hạng Armenia đầu tiên được tổ chức vào năm 1992, giải đấu mà họ cùng vô địch với Shirak vì cả hai đội đều bằng điểm. Năm 1995, Homenetmen Yerevan được đổi tên thành FC Pyunik ( trong tiếng Armenia có nghĩa là "Phượng hoàng"). Sau khi đổi tên, Pyunik tiếp tục vô địch Giải ngoại hạng Armenia 1995–96 và kết thúc mùa giải với chuỗi 59 trận bất bại.
Năm 1996, Pyunik chơi trận đấu cúp quốc tế đầu tiên ở vòng loại UEFA Europa League với câu lạc bộ Phần Lan HJK Helsinki, Pyunik đã thắng 3–1. Pyunik cũng đã vô địch Giải Ngoại hạng Armenia 1996-97 để đảm bảo cho họ có một cơ hội khác đủ điều kiện tham dự vòng loại trực tiếp cúp quốc tế vào năm sau.
Năm 1997, Pyunik chơi trận vòng loại đầu tiên tại UEFA Champions League với đội bóng đến từ Hungary MTK Budapest FC nhưng không thể vượt qua vòng loại trực tiếp sau thất bại chung cuộc 6–3.
Năm 1998 được chứng minh là một năm quan trọng đối với câu lạc bộ sau khi câu lạc bộ mất nguồn tài trợ chính và sự ra đi sau đó của các cầu thủ chính. Pyunik đứng thứ 6 trong mùa giải đó và rút lui hoàn toàn khỏi nền bóng đá .
Pyunik đảm bảo sự trở lại với bóng đá chuyên nghiệp sau khi tiếp thu FC Armenicum, một đội mới thăng hạng lên Giải bóng đá ngoại hạng Armenia. Ban lãnh đạo mới của câu lạc bộ đã tìm cách mang lại nhiều kinh nghiệm hơn cho câu lạc bộ và củng cố đội hình bằng các cầu thủ nước ngoài đến từ Argentina, Cameroon, Mali và Romania. Sự tiếp viện thần kỳ đã mang lại kết quả khả quan và Pyunik tiếp tục giành chức vô địch Giải Ngoại hạng Armenia 2001 và Cúp Armenia 2002.
Năm 2002 chứng kiến Pyunik tiến vào vòng loại thứ hai ở UEFA Champions League sau khi đánh bại nhà vô địch Phần Lan Tampere United với tỷ số chung cuộc 6–0. Từ năm 2002 trở đi, Pyunik tiếp tục giành kỷ lục 10 lần liên tiếp vô địch Giải Ngoại hạng Armenia, từ năm 2001 đến năm 2010.
Vào ngày 8 tháng 1 năm 2020, cựu thủ môn quốc tế người Armenia Roman Berezovsky được công bố là huấn luyện viên mới của câu lạc bộ. Chỉ hơn 7 tháng sau, vào ngày 13 tháng 7 năm 2020, Berezovsky rời câu lạc bộ theo sự đồng ý của cả hai bên. Vào ngày 20 tháng 7 năm 2020, Artak Oseyan được công bố là người quản lý mới của Pyunik, nhưng đã rời vai trò huấn luyện viên trưởng vào ngày 13 tháng 12 năm 2020. Vào ngày 7 tháng 1 năm 202, Yegishe Melikyan được công bố là huấn luyện viên mới của Pyunik.
Vào mùa giải 2022/23, sau các chiến thắng trước Cluj và Dudelange, Pyunik trở thành câu lạc bộ Armenia đầu tiên lọt vào vòng loại thứ ba của Champions League, nơi Pyunik đối đấu với nhà cựu vô địch châu Âu Sao Đỏ Belgrade, nhưng thua với tỷ số chung cuộc 7-0.
Sau đó, Pyunik lọt vào vòng play-off của Europa League, nơi họ đấu với đội bóng ở Moldova, Sheriff Tiraspol. Sau hai trận hòa không bàn thắng, Pyunik thua trên chấm phạt đền, do đó bị rớt xuống vòng bảng của UEFA Conference League, lần đầu tiên góp mặt ở vòng bảng trong một giải đấu châu Âu cho các câu lạc bộ.
Sau thất bại trước Basel trong lượt trận đầu tiên đầu tiên, Pyunik đối đầu với Slovan Bratislava trong trận đấu đầu tiên trên sân nhà ở Yerevan, trận đấu mà Pyunik đã giành chiến thắng nhờ các bàn thắng của Artak Dashyan và Yusuf Otubanjo. Kết quả này đồng nghĩa với việc họ đã trở thành đội bóng Armenia đầu tiên thắng một trận đấu ở vòng bảng thuộc hệ thống UEFA.

### Lịch sử trong nước
| Mùa giải | Giải đấu                   | Giải đấu                        | Giải đấu                        | Giải đấu                        | Giải đấu                        | Giải đấu                        | Giải đấu                        | Giải đấu                        | Giải đấu                        | Cúp Armenia                | Ghi bàn nhiều nhất                 | Ghi bàn nhiều nhất         | Huấn luyện viên                                                   |
| Mùa giải | Hạng đấu                   | Thứ hạng                        | Số trận                         | Thắng                           | Hòa                             | Thua                            | Bàn thắng                       | Bàn thua                        | Hiệu số                         | Cúp Armenia                | Tên                                | Bàn thắng                  | Huấn luyện viên                                                   |
| -------- | -------------------------- | ------------------------------- | ------------------------------- | ------------------------------- | ------------------------------- | ------------------------------- | ------------------------------- | ------------------------------- | ------------------------------- | -------------------------- | ---------------------------------- | -------------------------- | ----------------------------------------------------------------- |
| 1992     | Giải Ngoai hạng Armenia    | 1st                             | 22                              | 17                              | 3                               | 2                               | 75                              | 31                              | 37                              | Hạng nhì                   | Poghos Galstyan                    | 26                         |                                                                   |
| 1993     | Giải Ngoai hạng Armenia    | 4th                             | 28                              | 21                              | 3                               | 4                               | 80                              | 29                              | 45                              | Bán kết                    | Gegham Hovhannisyan                | 26                         |                                                                   |
| 1994     | Giải Ngoai hạng Armenia    | 2nd                             | 28                              | 23                              | 1                               | 4                               | 113                             | 24                              | 47                              | Bán kết                    | Arsen Avetisyan                    | 39                         |                                                                   |
| 1995     | Giải Ngoai hạng Armenia    | 2nd1                            | 10                              | 5                               | 4                               | 1                               | 31                              | 8                               | 19                              | Tứ kết                     | Arsen Avetisyan                    | 12                         |                                                                   |
| 1995–96  | Giải Ngoai hạng Armenia    | 1st                             | 22                              | 19                              | 3                               | 0                               | 71                              | 14                              | 60                              | Vô địch                    |                                    |                            |                                                                   |
| 1996–97  | Giải Ngoai hạng Armenia    | 1st                             | 22                              | 19                              | 2                               | 1                               | 67                              | 9                               | 59                              | Hạng nhì                   | Arsen Avetisyan                    | 24                         |                                                                   |
| 1997     | Giải Ngoai hạng Armenia    | 4th                             | 18                              | 11                              | 2                               | 5                               | 42                              | 16                              | 35                              | Hạng nhì                   | Varazdat Avetisyan                 | 10                         |                                                                   |
| 1998     | Giải Ngoai hạng Armenia    | 6th                             | 26                              | 6                               | 3                               | 17                              | 27                              | 68                              | 21                              | Bán kết                    |                                    |                            |                                                                   |
| 1999     | Câu lạc bộ không tham gia. | Câu lạc bộ không tham gia.      | Câu lạc bộ không tham gia.      | Câu lạc bộ không tham gia.      | Câu lạc bộ không tham gia.      | Câu lạc bộ không tham gia.      | Câu lạc bộ không tham gia.      | Câu lạc bộ không tham gia.      | Câu lạc bộ không tham gia.      | Câu lạc bộ không tham gia. | Câu lạc bộ không tham gia.         | Câu lạc bộ không tham gia. | Câu lạc bộ không tham gia.                                        |
| 2000     | Câu lạc bộ không tham gia. | Câu lạc bộ không tham gia.      | Câu lạc bộ không tham gia.      | Câu lạc bộ không tham gia.      | Câu lạc bộ không tham gia.      | Câu lạc bộ không tham gia.      | Câu lạc bộ không tham gia.      | Câu lạc bộ không tham gia.      | Câu lạc bộ không tham gia.      | Câu lạc bộ không tham gia. | Câu lạc bộ không tham gia.         | Câu lạc bộ không tham gia. | Câu lạc bộ không tham gia.                                        |
| 2001     | Ngoại Hạng Armenia         | 1st                             | 22                              | 17                              | 2                               | 3                               | 77                              | 23                              | 53                              | Bán kết                    | Arman Karamyan                     | 21                         | Samvel Darbinyan                                                  |
| 2002     | Ngoại Hạng Armenia         | 1st                             | 22                              | 19                              | 2                               | 1                               | 85                              | 14                              | 59                              | Vô địch                    | Arman Karamyan                     | 36                         |                                                                   |
| 2003     | Ngoại Hạng Armenia         | 1st                             | 28                              | 23                              | 5                               | 0                               | 87                              | 11                              | 74                              | Bán kết                    | Galust Petrosyan                   | 12                         |                                                                   |
| 2004     | Ngoại Hạng Armenia         | 1st                             | 28                              | 22                              | 5                               | 1                               | 89                              | 25                              | 71                              | Vô địch                    | Edgar Manucharyan/Galust Petrosyan | 21                         |                                                                   |
| 2005     | Ngoại Hạng Armenia         | 1st                             | 20                              | 11                              | 6                               | 3                               | 35                              | 15                              | 39                              | Tứ kết                     | Tigran Davtyan                     | 9                          |                                                                   |
| 2006     | Ngoại Hạng Armenia         | 1st                             | 28                              | 23                              | 4                               | 1                               | 86                              | 23                              | 73                              | Hạng nhì                   | Arsen Avetisyan                    | 15                         |                                                                   |
| 2007     | Ngoại Hạng Armenia         | 1st                             | 28                              | 18                              | 3                               | 7                               | 58                              | 22                              | 57                              | Bán kết                    | Henrikh Mkhitaryan                 | 12                         |                                                                   |
| 2008     | Ngoại Hạng Armenia         | 1st2                            | 28                              | 18                              | 5                               | 5                               | 40                              | 18                              | 59                              | Bán kết                    | Albert Tadevosyan                  | 10                         |                                                                   |
| 2009     | Ngoại Hạng Armenia         | 1st                             | 28                              | 20                              | 5                               | 3                               | 64                              | 13                              | 65                              | Vô địch                    | Henrikh Mkhitaryan                 | 11                         |                                                                   |
| 2010     | Ngoại Hạng Armenia         | 1st                             | 28                              | 20                              | 5                               | 3                               | 73                              | 22                              | 65                              | Vô địch                    | Gevorg Ghazaryan / Marcos Pizzelli | 16                         |                                                                   |
| 2011     | Ngoại Hạng Armenia         | 3rd                             | 28                              | 12                              | 10                              | 6                               | 33                              | 28                              | 46                              | Tứ kết                     | Edgar Manucharyan                  | 8                          |                                                                   |
| 2011–12  | Ngoại Hạng Armenia         | Chỉ có Cúp Armenia được tổ chức | Chỉ có Cúp Armenia được tổ chức | Chỉ có Cúp Armenia được tổ chức | Chỉ có Cúp Armenia được tổ chức | Chỉ có Cúp Armenia được tổ chức | Chỉ có Cúp Armenia được tổ chức | Chỉ có Cúp Armenia được tổ chức | Chỉ có Cúp Armenia được tổ chức | Tứ kết                     |                                    |                            |                                                                   |
| 2012–13  | Ngoại Hạng Armenia         | 4th                             | 42                              | 19                              | 6                               | 17                              | 67                              | 51                              | 63                              | Vô địch                    | Viulen Ayvazyan                    | 11                         |                                                                   |
| 2013–14  | Ngoại Hạng Armenia         | 6th                             | 28                              | 8                               | 8                               | 12                              | 41                              | 39                              | 32                              | Vô địch                    | Sarkis Baloyan                     | 10                         |                                                                   |
| 2014–15  | Ngoại Hạng Armenia         | 1st                             | 28                              | 19                              | 4                               | 5                               | 58                              | 26                              | 61                              | Vô địch                    | César Romero                       | 21                         |                                                                   |
| 2015–16  | Ngoại Hạng Armenia         | 3rd                             | 28                              | 13                              | 9                               | 6                               | 44                              | 21                              | 48                              | Tứ kết                     | Vardan Pogosyan                    | 9                          |                                                                   |
| 2016–17  | Ngoại Hạng Armenia         | 4th                             | 30                              | 12                              | 9                               | 9                               | 35                              | 27                              | 45                              | Hạng nhì                   | Alik Arakelyan                     | 6                          | Sargis Hovsepyan Artak Oseyan                                     |
| 2017–18  | Ngoại Hạng Armenia         | 5th                             | 30                              | 9                               | 9                               | 12                              | 37                              | 41                              | 36                              | Tứ kết                     | Alik Arakelyan                     | 7                          | Armen Gyulbudaghyants Aleksei Yeryomenko Armen Gyulbudaghyants    |
| 2018–19  | Ngoại Hạng Armenia         | 2nd                             | 32                              | 18                              | 6                               | 8                               | 46                              | 32                              | 60                              | Tứ kết                     | Erik Vardanyan                     | 8                          | Andrei Talalayev Aleksandr Tarkhanov                              |
| 2019–20  | Ngoại Hạng Armenia         | 8th                             | 22                              | 8                               | 2                               | 12                              | 39                              | 42                              | 26                              | Vòng hai                   | Denis Mahmudov                     | 9                          | Aleksandr Tarkhanov Suren Chakhalyan (Caretaker) Roman Berezovsky |
| 2020–21  | Ngoại Hạng Armenia         | 7th                             | 24                              | 6                               | 7                               | 11                              | 20                              | 18                              | 25                              | Vòng đầu tiên              | José Caraballo                     | 3                          | Artak Oseyan Yegishe Melikyan                                     |
| 2021–22  | Ngoại Hạng Armenia         | 1st                             | 32                              | 23                              | 6                               | 3                               | 52                              | 25                              | 75                              | Tứ kết                     | Hugo Firmino                       | 16                         | Yegishe Melikyan                                                  |

- Do mùa giải 1995 là mùa giải chuyển tiếp nên không có nhà vô địch chính thức nào.
  - Chức vô địch đã được quyết định bởi một trận đấu quyết định .

### Thành tích ở châu Âu
Tính đến  trận đấu diễn ra ngày 3 tháng 11 năm 2022
| Giải đấu                      | Trận | Thắng | Hòa | Thua | Bàn thắng | Bàn thua | Hiệu số |
| ----------------------------- | ---- | ----- | --- | ---- | --------- | -------- | ------- |
| UEFA Champions League         | 40   | 9     | 9   | 22   | 36        | 68       | –32     |
| UEFA Europa League / UEFA Cup | 28   | 9     | 7   | 12   | 27        | 48       | –21     |
| UEFA Europa Conference League | 6    | 2     | 0   | 4    | 8         | 9        | -1      |
| Tổng cộng                     | 74   | 20    | 16  | 38   | 71        | 125      | −54     |

| Mùa giải | Giải đấu                      | Vòng    | Câu lạc bộ              | Sân nhà | Sân khách | Tỷ số chung cuộc |
| -------- | ----------------------------- | ------- | ----------------------- | ------- | --------- | ---------------- |
| 1996–97  | UEFA Cup                      | QR      | HJK Helsinki            | 3–1     | 2–5 (aet) | 5–6              |
| 1997–98  | UEFA Champions League         | 1Q      | MTK Budapest            | 0–2     | 3–4       | 3–6              |
| 2002–03  | UEFA Champions League         | 1Q      | Tampere United          | 2–0     | 4–0       | 6–0              |
| 2002–03  | UEFA Champions League         | 2Q      | Dynamo Kyiv             | 2–2     | 0–4       | 2–6              |
| 2003–04  | UEFA Champions League         | 1Q      | KR Reykjavík            | 1–0     | 1–1       | 2–1              |
| 2003–04  | UEFA Champions League         | 2Q      | CSKA Sofia              | 0–2     | 0–1       | 0–3              |
| 2004–05  | UEFA Champions League         | 1Q      | Pobeda Prilep           | 1–1     | 3–1       | 4–2              |
| 2004–05  | UEFA Champions League         | 2Q      | Shakhtar Donetsk        | 1–3     | 0–1       | 1–4              |
| 2005–06  | UEFA Champions League         | 1Q      | Haka Valkeakoski        | 2–2     | 0–1       | 2–3              |
| 2006–07  | UEFA Champions League         | 1Q      | Sheriff Tiraspol        | 0–0     | 0–2       | 0–2              |
| 2007–08  | UEFA Champions League         | 1Q      | Derry City              | 2–0     | 0–0       | 2–0              |
| 2007–08  | UEFA Champions League         | 2Q      | Shakhtar Donetsk        | 0–2     | 1–2       | 1–4              |
| 2008–09  | UEFA Champions League         | 1Q      | Anorthosis Famagusta    | 0–2     | 0–1       | 0–3              |
| 2009–10  | UEFA Champions League         | 2Q      | Dinamo Zagreb           | 0–0     | 0–3       | 0–3              |
| 2010–11  | UEFA Champions League         | 2Q      | Partizan Belgrade       | 0–1     | 1–3       | 1–4              |
| 2011–12  | UEFA Champions League         | 2Q      | Viktoria Plzeň          | 0–4     | 1–5       | 1–9              |
| 2012–13  | UEFA Europa League            | 1Q      | Zeta Golubovci          | 0–3     | 2–1       | 2–4              |
| 2013–14  | UEFA Europa League            | 1Q      | Teteks Tetovo           | 1–0     | 1–1       | 2–1              |
| 2013–14  | UEFA Europa League            | 2Q      | Žalgiris Vilnius        | 1–1     | 0–2       | 1–3              |
| 2014–15  | UEFA Europa League            | 1Q      | Astana                  | 1–4     | 0–2       | 1–6              |
| 2015–16  | UEFA Champions League         | 1Q      | Folgore                 | 2–1     | 2–1       | 4–2              |
| 2015–16  | UEFA Champions League         | 2Q      | Molde FK                | 1–0     | 0–5       | 1–5              |
| 2016–17  | UEFA Europa League            | 1Q      | Europa FC               | 2–1     | 0–2       | 2–3              |
| 2017–18  | UEFA Europa League            | 1Q      | Slovan Bratislava       | 1–4     | 0–5       | 1–9              |
| 2018–19  | UEFA Europa League            | 1Q      | Vardar                  | 1–0     | 2–0       | 3–0              |
| 2018–19  | UEFA Europa League            | 2Q      | Tobol                   | 1–0     | 1–2       | 2–2 (a)          |
| 2018–19  | UEFA Europa League            | 3Q      | Maccabi Tel Aviv        | 0–0     | 1–2       | 1–2              |
| 2019–20  | UEFA Europa League            | 1Q      | Shkupi                  | 3–3     | 2–1       | 5–4              |
| 2019–20  | UEFA Europa League            | 2Q      | Jablonec                | 2–1     | 0–0       | 2–1              |
| 2019–20  | UEFA Europa League            | 3Q      | Wolverhampton Wanderers | 0–4     | 0–4       | 0–8              |
| 2022–23  | UEFA Champions League         | 1Q      | CFR Cluj                | 0–0     | 2–2 (aet) | 2–2 (4–3 p)      |
| 2022–23  | UEFA Champions League         | 2Q      | F91 Dudelange           | 0–1     | 4−1       | 4−2              |
| 2022–23  | UEFA Champions League         | 3Q      | Red Star Belgrade       | 0–2     | 0–5       | 0–7              |
| 2022–23  | UEFA Europa League            | PO      | Sheriff Tiraspol        | 0–0     | 0–0       | 0–0 (2–3 p)      |
| 2022–23  | UEFA Europa Conference League | Group H | Basel                   | 1–2     | 1–3       | 3rd              |
| 2022–23  | UEFA Europa Conference League | Group H | Slovan Bratislava       | 2−0     | 1–2       | 3rd              |
| 2022–23  | UEFA Europa Conference League | Group H | Žalgiris                | 2−0     | 1–2       | 3rd              |

## Áo đấu và huy hiệu
Trong suốt các mùa giải đã qua, Pyunik chủ yếu mặc áo thi đấu màu xanh lam và trắng, với một số ngoại lệ bao gồm áo thi đấu đầu tiên của Pyunik có màu cam.
Puma là nhà cung cấp trang phục thi đấu hiện tại của câu lạc bộ kể từ năm 2019.
Vào ngày 3 tháng 8 năm 2020, Pyunik thông báo rằng Joma sẽ cung cấp trang phục thi đấu của đội cho mùa giải 2020–2.

### Nhà cung cấp trang phục thi đấu và nhà tài trợ áo đấu
| Giai đoạn | Nhà cung cấp áo đấu | Nhà tài trợ                          |
| --------- | ------------------- | ------------------------------------ |
| 1992–95   |                     |                                      |
| 1995–98   | Erima               |                                      |
| 2001–02   | Erima/Diadora       |                                      |
| 2002–03   | Holani              |                                      |
| 2003–04   | Puma                |                                      |
| 2004–05   | Holani              |                                      |
| 2005–09   | Hummel              | Complex                              |
| 2010–13   | Hummel              | Armenian Development Bank            |
| 2014–18   | Nike                | Armenian Development Bank/Gold's Gym |
| 2018–19   | Umbro               | Gold's Gym                           |
| 2019–20   | Puma                | TotoGaming                           |
| 2020–     | Joma                | TotoGaming                           |

### Huy hiệu
Câu lạc bộ đã có năm thiết kế khác nhau cho huy hiệu trong suốt lịch sử của họ, với ba thiết kế đầu tiên khác biệt đáng kể với nhau. Sau khi câu lạc bộ quay trở lại vào năm 2001, Pyunik đã giới thiệu thiết kế logo mang tính biểu tượng của mình bao gồm một chữ P in đậm được đặt trên đỉnh của một quả bóng đá. Câu lạc bộ đã giữ thiết kế này trong 13 năm trước khi giới thiệu huy hiệu phượng hoàng vàng hai đầu vào năm 2014. Sự thay đổi này khiến người hâm mộ không ưa chuộng và Pyunik đã giới thiệu một huy hiệu mới vào năm 2019, lần này trở lại hình tròn ban đầu với logo chủ yếu là màu xanh lam và một con phượng đỏ ở trung tâm.

1992–951992–95
2014-20182014-2018
2019-hiện tại2019-hiện tại

## Sân vận động

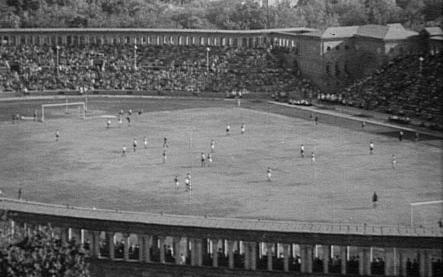
The stadium during Soviet era

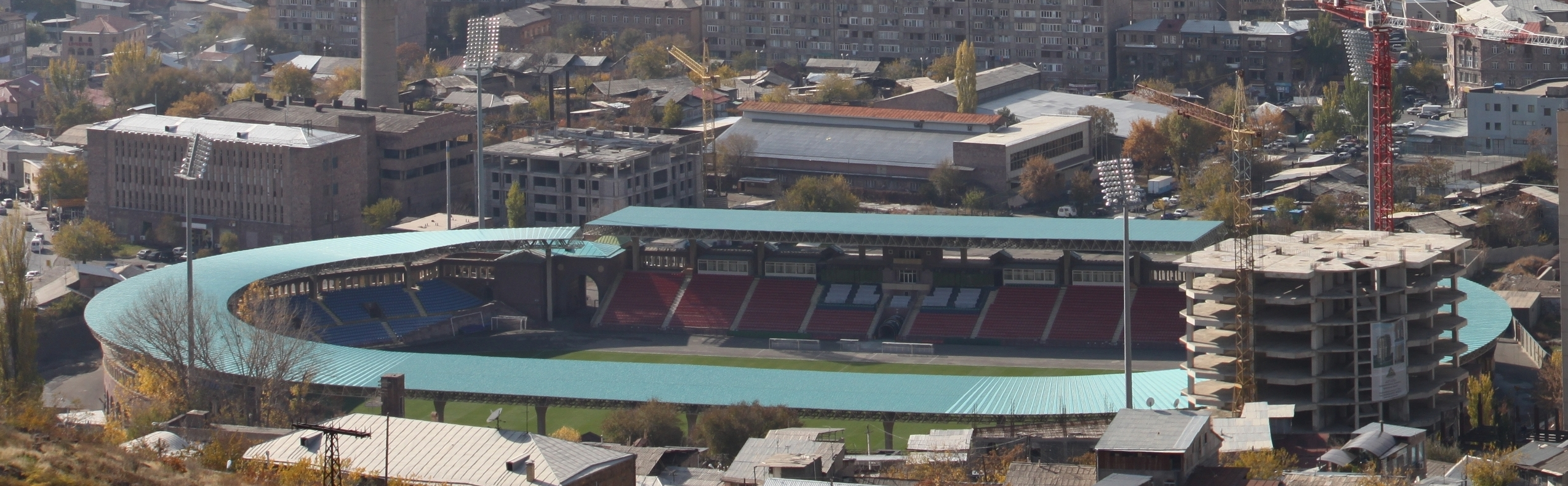
Stadium view

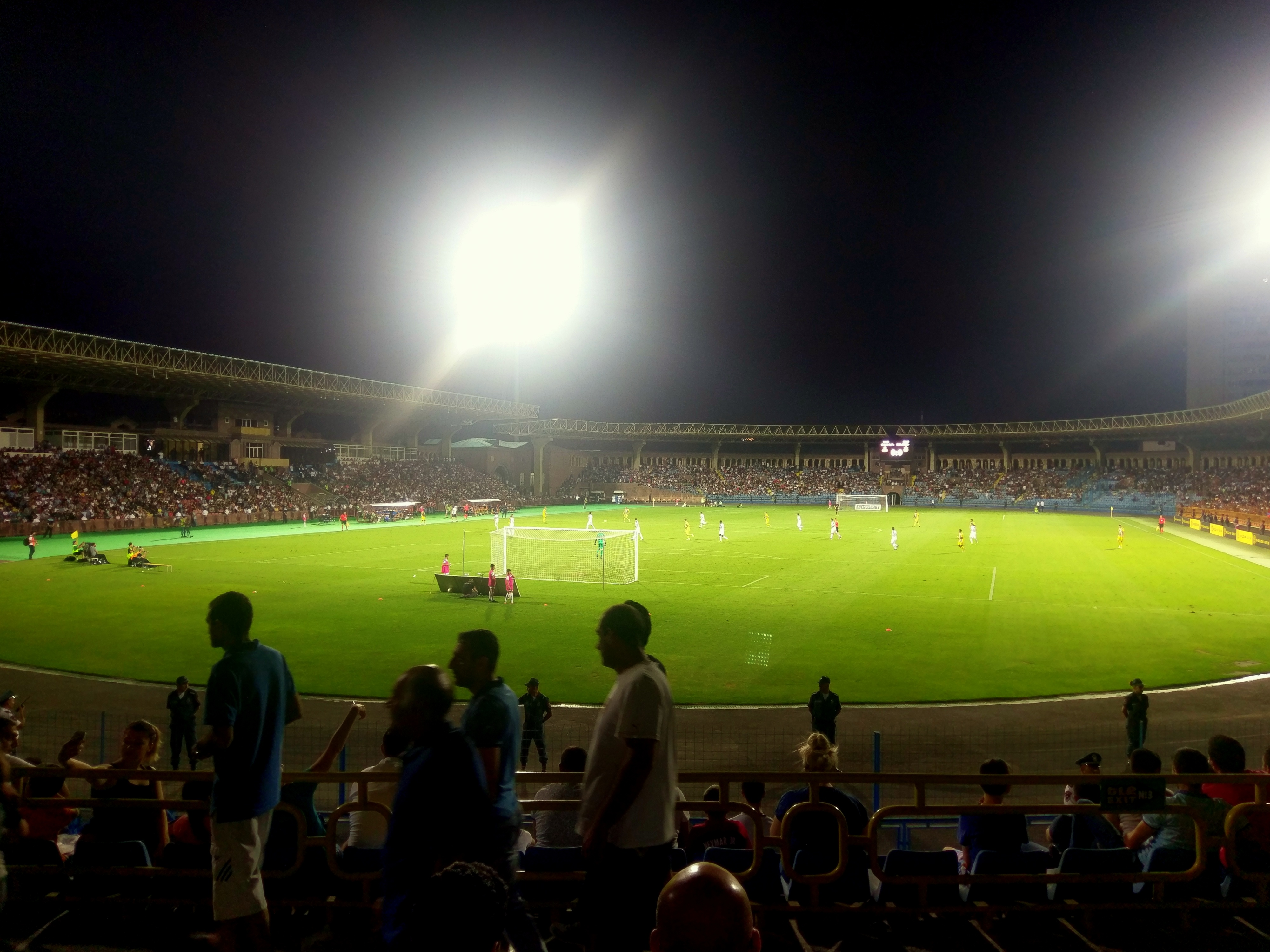
The stadium during a Champions League qualifying match

Pyunik đã sử dụng một số địa điểm trong suốt lịch sử của câu lạc bộ. Từ năm 1992 đến 1998, Pyunik thi đấu tại Sân vận động Hrazdan, sân vận động lớn nhất Armenia với sức chứa 54.208 khán giả.
Năm 2001, sau khi công việc cải tạo được thực hiện tại Sân vận động Cộng hòa hai năm trước, Pyunik chuyển địa điểm và chơi tất cả các trận đấu trên sân nhà ở đó cho đến năm 2013, với một thời gian gián đoạn ngắn vào năm 2008, khi câu lạc bộ buộc phải thi đấu tại Sân vận động Pyunik ; sân tập của họ, do các công việc cải tạo tại Sân vận động Cộng hòa .
Từ năm 2013 đến 2017, Học viện Bóng đá Yerevan là địa điểm tổ chức tất cả các giải đấu trong nước, trong khi vẫn sử dụng Sân vận động Cộng hòa cho các trận đấu quốc tế. Vào đầu mùa giải Giải ngoại hạng Armenia 2017–18, Pyunik đã sử dụng Sân vận động Cộng hòa làm sân nhà trong nửa đầu mùa giải, và cuối cùng trở lại Sân vận động Pyunik của riêng họ trong nửa sau.
Sân vận động Cộng hòa cũng là sân nhà của đội tuyển bóng đá quốc gia Armenia, và đôi khi được các đội Armenia khác sử dụng cho các trận đấu cúp quốc tế của họ.
Câu lạc bộ hiện đang lên kế hoạch xây dựng một sân vận động có sức chứa 5.000 chỗ ngồi vào năm 2022.

### Danh sách các sân vận động được câu lạc bộ sử dụng
- Hrazdan Stadium: 1992–98
- Vazgen Sargsyan Republican Stadium: 2001–08
- Pyunik Stadium: 2008
- Vazgen Sargsyan Republican Stadium: 2008–13
- Yerevan Football Academy: 2013–17
- Vazgen Sargsyan Republican Stadium/Pyunik Stadium: 2017–18
- Vazgen Sargsyan Republican Stadium: 2018–hiện tại

## Người hâm mộ

Sector 18

Cơ sở ủng hộ của Pyunik theo truyền thống được coi là một phần của tầng lớp cao hơn của Yerevan, trái ngược với cơ sở được cho là thuộc tầng lớp thấp hơn của đối thủ truyền kiếp xuyên thành phố FC Urartu. Vì lịch sử của câu lạc bộ và thành công gần đây, người hâm mộ không chỉ tăng lên ở Yerevan mà còn ở các tỉnh khác của Armenia và cả Cộng đồng người Armenia hải ngoại .
Pyunik được coi là một trong những câu lạc bộ nổi tiếng nhất ở Armenia và có một trong những cơ sở người hâm mộ Ultras lớn nhất ở Armenia, được gọi là Khu vực 18, được đặt tên theo khu vực họ chiếm giữ tại Sân vận động Cộng hòa Vazgen Sargsyan.

## Kỳ phùng địch thủ
Sự cạnh tranh của Pyunik với Ararat bắt nguồn từ việc thành lập câu lạc bộ. Người sáng lập của Pyunik, Khoren Oganesian, được coi là thần tượng của câu lạc bộ Ararat, nhờ những thành tích của ông tại câu lạc bộ trong thời kỳ Xô Viết, giành được Cúp Liên Xô năm 1975. Thành công của Pyunik trong lịch sử gần đây đã khiến hình ảnh của câu lạc bộ vượt qua Ararat, điều này đã dẫn đến những tranh cãi về việc câu lạc bộ nào có tác động lớn hơn đến bóng đá Armenia .
Sự cạnh tranh khác, giữa Pyunik và Urartu còn được gọi là cuộc đụng độ của các khu dân cư Yerevan, vì Pyunik nằm ở khu Kentron khu vực giàu có hơn , trong khi Urartu nằm ở khu Malatia-Sebastia thuộc tầng lớp thấp hơn. Sự kình địch giữa cả hai đội bắt nguồn từ việc Urartu chuyển từ Abovyan đến Yerevan vào năm 2001, cạnh tranh với nhau và cuối cùng trở thành một trong những đội lớn nhất trong thành phố. Các học viện trẻ của cả hai đội cũng cạnh tranh với nhau vì họ được coi là hai trong số những học viện tốt nhất trong nước.

## Cầu thủ

### Đội hình hiện tại
Tính đến 1 tháng 10 năm 2022
Ghi chú: Quốc kỳ chỉ đội tuyển quốc gia được xác định rõ trong điều lệ tư cách FIFA. Các cầu thủ có thể giữ hơn một quốc tịch ngoài FIFA.
| Số | VT | Quốc gia             | Cầu thủ               |
| -- | -- | -------------------- | --------------------- |
| 1  | TM | Armenia              | David Yurchenko       |
| 2  | TĐ | Bosna và Hercegovina | Luka Juričić          |
| 3  | HV | Serbia               | Boris Varga           |
| 5  | HV | Serbia               | Zoran Gajić           |
| 4  | HV | Bắc Macedonia        | Kire Ristevski        |
| 6  | HV | Brasil               | Juninho               |
| 8  | TV | Brasil               | Andre Mensalao        |
| 9  | TV | Armenia              | Artak Dashyan         |
| 10 | TV | Bắc Macedonia        | Stefan Spirovski      |
| 11 | TV | Armenia              | Hovhannes Harutyunyan |
| 14 | TĐ | Nigeria              | Yusuf Otubanjo        |
| 15 | HV | Nga                  | Mikhail Kovalenko     |
| 18 | TĐ | Venezuela            | José Caraballo        |
| 19 | TĐ | Armenia              | Grenik Petrosyan      |
| 20 | TV | Serbia               | Nemanja Mladenović    |
| 21 | HV | Armenia              | Arthur Avagyan        |
| 23 | TV | Armenia              | Aras Özbiliz          |
| 24 | TĐ | Bắc Macedonia        | Marjan Radeski        |

| Số | VT | Quốc gia  | Cầu thủ                              |
| -- | -- | --------- | ------------------------------------ |
| 26 | TV | Venezuela | Renzo Zambrano                       |
| 27 | HV | Estonia   | Nikita Baranov                       |
| 28 | TĐ | Ukraina   | Robert Hehedosh                      |
| 29 | TV | Moldova   | Eugeniu Cociuc                       |
| 30 | HV | Venezuela | Alexander González                   |
| 32 | TM | Armenia   | Sergey Mikaelyan                     |
| 44 | HV | Ukraina   | Alan Aussi                           |
| 70 | TĐ | Serbia    | Uroš Nenadović                       |
| 71 | TM | Armenia   | Stanislav Buchnev                    |
| 77 | TĐ | Sénégal   | Dame Diop                            |
| 79 | HV | Ukraina   | Serhiy Vakulenko                     |
| 87 | TĐ | Armenia   | Aleksandr Karapetyan                 |
| 88 | TV | Armenia   | Yuri Gareginyan                      |
| 90 | HV | Serbia    | Aleksandar Miljković                 |
| 91 | TV | Ukraina   | Roman Karasyuk                       |
| 95 | HV | Ukraina   | Anton Bratkov                        |
| 97 | TV | Armenia   | David Davidyan (on loan from Khimki) |

### Cho mượn
Ghi chú: Quốc kỳ chỉ đội tuyển quốc gia được xác định rõ trong điều lệ tư cách FIFA. Các cầu thủ có thể giữ hơn một quốc tịch ngoài FIFA.
| Số | VT | Quốc gia | Cầu thủ                           |
| -- | -- | -------- | --------------------------------- |
| —  | TV | Armenia  | Artur Grigoryan (at BKMA Yerevan) |

### Đội ngũ kỹ thuật
| Vị tri                   | Tên                                    |
| ------------------------ | -------------------------------------- |
| Huấn luyện viên          | Yegishe Melikyan                       |
| Trợ lý huấn luyện viên   | Roman Monarev                          |
| Huấn luyện viên thủ môn  | Vladimir Vardanyan                     |
| Bác sĩ                   | Vahagn Gevorgyan                       |
| Đấm bóp                  | Hayk Mnatsakanyan and Robert Nersisyan |
| Quản trị viên            | Hovhannes Hayrapetyan                  |
| Quản lý đội              | Hovhannes Hayrapetyan                  |
| Huấn luyện viên Pyunik-2 | Albert Sargsyan                        |

## Cơ quan

### Ban điều hành
Arthur Soghomonyan là chủ sở hữu hiện tại và là Chủ tịch của Pyunik kể từ năm 2017
Phó chủ tịch: Robert Gasparyan
Phó chủ tịch thứ 2: Aleksandr Tarkhanov
Giám đốc điều hành: Tigran Martirosyan

### Nhân viên
- Phát triển: Aleksandr Tarkhanov
- Đào tạo trẻ: Albert Sargsyan
- Giám đốc thể thao: Samvel Arustamyan
- Trinh sát: Robert Arzumanyan
- Thư ký báo chí: Shushanik Hakobyan
- Tiếp thị và Quan hệ công chúng: Vera Martirosyan
- Viên chức: Vardan Tsaturyan

## Danh hiệu
- Ngoại hạng Armenia
  - Vô địch (15): 1992, 1995–96, 1996–97, 2001, 2002, 2003, 2004, 2005, 2006, 2007, 2008, 2009, 2010, 2014–15, 2021–22 (kỷ lục)
  - Á quân (1): 2018–19
- Cúp Quốc gia Armenia
  - Vô địch (8): 1995–96, 2002, 2004, 2009, 2010, 2012–13, 2013–14, 2014–15 (kỷ lục)
  - Á quân (3): 1996–97 2006, 2016–17
- Siêu cúp Armenia
  - Vô địch (9): 1998, 2002, 2004, 2005, 2007, 2008, 2010, 2011, 2015 (kỷ lục)
  - Á quân (6): 1996, 2003, 2006, 2009, 2013, 2014

## Bộ phận thể thao khác

### Đội dư bị và học viện
Đội dự bị hiện được huấn luyện bởi Yuri Tarkhanov và thi đấu ở Hạng nhất Armenia. Học viện bóng đá trẻ được quản lý bởi Albert Sargsyan.
Những cầu thủ đáng chú ý từ học viện trẻ bao gồm Henrikh Mkhitaryan, Robert Arzumanyan, Karlen Mkrtchyan, Edgar Manucharyan, Varazdat Haroyan và Gevorg Ghazaryan.
1. ↑  "Հայաստանի Առաջնության, Գավաթի և Սուպերգավաթի խաղարկությունները". freenet.am. Truy cập ngày 29 tháng 4 năm 2020.
2. ↑  "Armenia - List of Cup Finals". Bản gốc lưu trữ ngày 18 tháng 5 năm 2007. Truy cập ngày 29 tháng 4 năm 2020.
3. ↑  "Club History". Truy cập ngày 29 tháng 4 năm 2020.
4. ↑  "Armenia - List of Champions". Truy cập ngày 29 tháng 4 năm 2020.
5. ↑  "Armenia: Top Armenian Football Clubs". Truy cập ngày 29 tháng 4 năm 2020.
6. ↑  UEFA.com. "Developing football in Armenia | Inside UEFA". UEFA.com (bằng tiếng Anh). Truy cập ngày 24 tháng 12 năm 2022.
7. ↑  (2005) Encyclopedia of Football Head. "George - Hirair LTD", page 63.
8. ↑  "Armenia 1995/96". Truy cập ngày 29 tháng 4 năm 2020.
9. ↑  "Pyunik FC » Record against HJK Helsinki". Truy cập ngày 29 tháng 4 năm 2020.
10. ↑  1996–97 Armenian Premier League
11. ↑  "Pyunik FC » Record against MTK Budapest". Truy cập ngày 29 tháng 4 năm 2020.
12. ↑  "Armenia 2001 Premier League". Truy cập ngày 29 tháng 4 năm 2020.
13. ↑  "Armenia 2002 Premier League". Truy cập ngày 29 tháng 4 năm 2020.
14. ↑  "2002/03, First qualifying round, 2nd leg". Truy cập ngày 29 tháng 4 năm 2020.
15. ↑  "Ռոման Բերեզովսկին՝ Փյունիկի գլխավոր մարզիչ". fcpyunik.am/ (bằng tiếng Armenia). FC Pyunik. ngày 8 tháng 1 năm 2020. Truy cập ngày 8 tháng 1 năm 2020.
16. ↑  "Պաշտոնական հայտարարություն․ Ռոման Բերեզովսկի". fcpyunik.am/ (bằng tiếng Armenia). FC Pyunik. ngày 13 tháng 7 năm 2020. Truy cập ngày 15 tháng 7 năm 2020.
17. ↑  "New appointment: Artak Oseyan". fcpyunik.am/. FC Pyunik. ngày 20 tháng 7 năm 2020. Truy cập ngày 20 tháng 7 năm 2020.
18. ↑  "Artak Oseyan left Pyunik". fcpyunik.am/. FC Pyunik. ngày 13 tháng 12 năm 2020. Truy cập ngày 19 tháng 12 năm 2020.
19. ↑  "Official statement: Eghishe Melikyan". fcpyunik.am/. FC Pyunik. ngày 7 tháng 1 năm 2021. Truy cập ngày 8 tháng 1 năm 2021.
20. ↑  "Evolution of Pyunik jerseys: 1992-2019 (Photos)". Truy cập ngày 29 tháng 4 năm 2020.
21. 1 2  "Joma - new partner of Pyunik FC". fcpyunik.am/. FC Pyunik. ngày 3 tháng 8 năm 2020. Truy cập ngày 3 tháng 8 năm 2020.
22. ↑  "Stadiums". Truy cập ngày 29 tháng 4 năm 2020.
23. ↑  "Le propriétaire du club de football Pyunik envisage d'investir 15 millions de dollars dans la construction d'un stade et d'une base sportive pour son club". Truy cập ngày 29 tháng 4 năm 2020.
24. ↑  "Sector 18 Pyunik FC". Truy cập ngày 29 tháng 4 năm 2020.
25. ↑  "Pyunik". fcpyunik.am/. FC Pyunik. Truy cập ngày 3 tháng 2 năm 2021.
26. ↑  "Management". Truy cập ngày 29 tháng 4 năm 2020.